# Cúc áo chùm tự tán
Cúc áo chùm tự tán hay còn gọi cúc áo hoa chùy, nút áo (danh pháp khoa học: Acmella paniculata) là một loài thực vật có hoa trong họ Cúc. Loài này được (Wall. ex DC.) R.K.Jansen mô tả khoa học đầu tiên năm 1985.